# Citi Bike

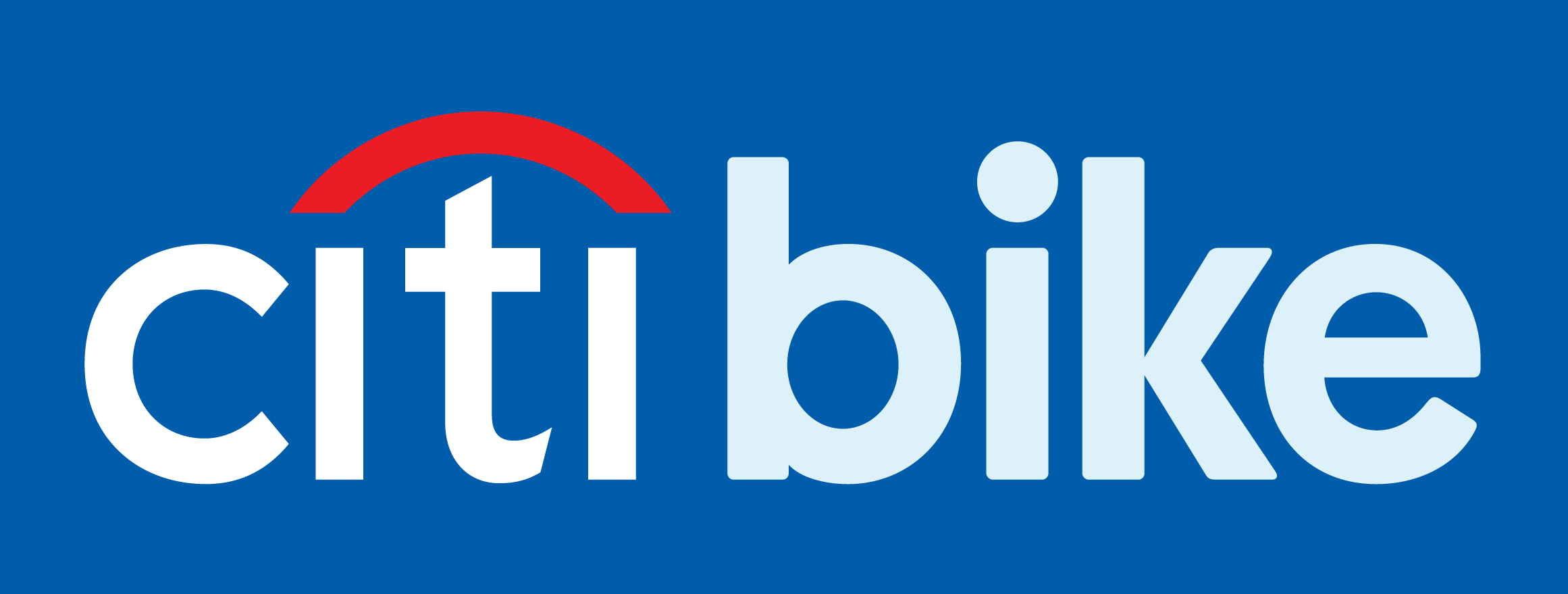
Het logo van Citi Bike. De eerste helft, "Citi", is tevens het logo van Citigroup.

Citi Bike is een publiek fietssysteem in New York. De naam verwijst naar Citigroup, een Amerikaanse bank die in de begintijd van de ontwikkeling van Citi Bike als geldschieter fungeerde. Citi Bike is gebaseerd op een systeem uit de Canadese stad Montreal, genaamd Bixi, en ontwikkeld door het bedrijf Alta Bicycle Share. Het programma ging op 27 mei 2013 van start. In en rondom de wijken Manhattan en Brooklyn zijn 330 stations geplaatst met in totaal zesduizend fietsen.